# Бостаните
Боста́ните (болг. Бостаните) — село у Видинській області Болгарії. Входить до складу общини Чупрене.

## Населення
За даними перепису населення 2011 року у селі проживали 0 осіб.
Динаміка населення: